# Mukim Amo

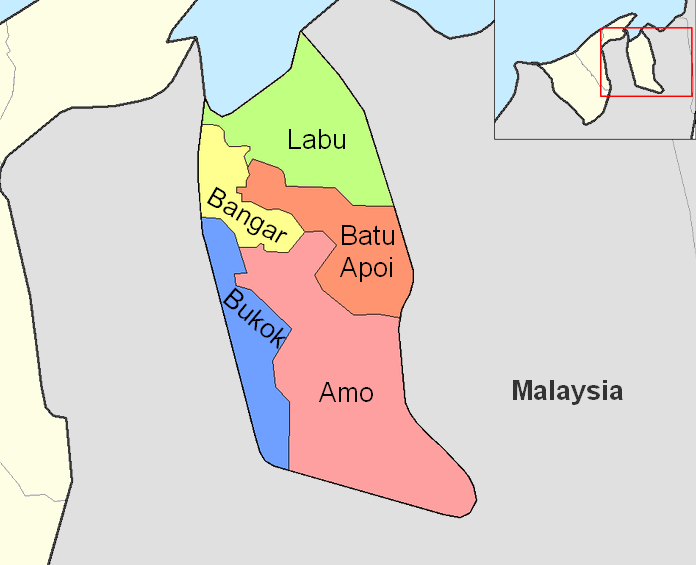
Mukimy dystryktu Temburong

Amo – największy mukim dystryktu Temburong w Brunei, położony w jego południowej części.
Północna część mukimu skomunikowana jest z Bangar drogą Jalan Batang Duri. Pozostały obszar objęty jest ochroną w postaci Parku Narodowego Ulu Temburong, po którym poruszać się można tylko rzekami. Do ważniejszych z nich należą Sungai Temburong oraz Belalong. Na obszarze mukimu znajduje się kurort Ulu Ulu National Park Resort.
Obecnym penghulu mukimu Amo jest Hj Bahrum Hj Talib.
W leżącej tutaj wiosce Amo 'B' utworzona została przez Universiti Brunei Darussalam mała biblioteka Mini Library Kampung Amo 'B'.
W skład mukimu wchodzi obecnie 13 wsi (mal. kampong): 
- Amo 'A'
- Amo 'B'
- Amo 'C'
- Batang Duri
- Belaban
- Biang Menengah
- Bukit Belalong
- Bukit Belutut
- Parit
- Selangan
- Sibulu
- Sibut
- Sumbiling